# Ратни Доктор
Ратни Доктор је инкарнација Доктора, протагонисте британске научнофантастичне телевизијске серије Доктор Ху. Њега је тумачио енглески глумац Џон Херт. Иако је претходио Деветом Доктору Кристофера Еклстона у измишљеној хронологији серије, његово прво појављивање на екрану догодило се осам година након Еклстоновог. Ратног Доктора је ретроактивно створио шоуранер Стивен Мофат за специјал поводом 50. годишњице серије. Херт је поновио улогу у аудио-драмској серији Ратни Доктор из 2015, све до своје смрти 2017. године, а глумац Џонатон Карли преузео је улогу од 2020. надаље.
У оквиру наратива серије, Доктор је неколико векова стар ванземаљски Временски господар са планете Галифреј који путује кроз време и простор у ТАРДИС-у, често са сапутницима. На крају живота, Доктор се регенерише па се због тога његов физички изглед и личност мењају. Када је доктор критично повређен, може да регенерише своје тело, али притом добија нови физички изглед, а са њим и јасну нову личност. Овај наративни уређај омогућио је бројним глумцима да прикажу различите инкарнације Доктора током дужег периода серије. У регенерацији му претходи Осми Доктор (Пол Мекган), а следи га Девети (Кристофер Еклстон).
Ратни Доктор, који није тако назван у епизодама у којима се појављује, представљен је као инкарнација Доктора који се борио у Временском рату из савремене позадине серије. Настао је због свесне одлуке Осмог Доктора, којег је играо Пол Мекган, да узме оружје и постане ратник. Прихватајући ову дужност, Ратни Доктор се одрекао звања „Доктора”, а након завршетка рата његове касније инкарнације су на њега гледале са презиром, поново узимајући звање по ком је лик познат. У специјалу поводом 50. годишњице „Дан Доктора”, међутим, Једанаести Доктор, којег је играо Мет Смит, ревидира своје мишљење о овој инкарнацији пошто се поново осврће на последње тренутке рата.
У својој изворној концепцији специјала поводом годишњице емисије, Мофат је написао да је Девети Доктор окончао Временски рат. Међутим, био је „прилично сигуран” да ће Кристофер Еклстон одбити да се врати тој улози, што је овај и учинио. Пошто је такође имао резерве да Осмог Доктора Пола Мекгана учини инкарнацијом која је окончала рат, створио је досад невиђену прошлу инкарнацију Доктора, што му је омогућило „слободније руке” у писању приче, признајући да се успех овога заснивао на могућности да се улога да глумцу са довољно значајним профилом.

## Костим
У епизоди „Име Доктора”, Херт је носио шал са дезеном рибље кости који је комбиновао бордо и боју слоноваче, уз кошуљу са танким белим пругама. Носио је и дупли капут од чоколадно смеђе коже са шиљастим реверима, сличан црном кожном капуту Деветог Доктора, као и прслук од кестењасте кожне, са бронзаним џепним сатом, тамносмеђе панталоне, војничко зелене кожне гамаше и црне војничке чизме од ебановине сличне онима које је носио Осми Доктор. Костимограф Хауард Барден рекао је да је Хертов лик „мрачни Доктор” који постоји између Докторове осме и девете инкарнације.
Такође је примећено да користи нови сонични шрафцигер са гримизним светлом који се у потпуности подудара са реквизитом који су користили Трећи и Четврти Доктор. Држао га је у бандолиру који је првобитно носила Кас, коју је глумила Ема Кембел-Џоунс, млада пилоткиња и инжењерка која је умрла након што је одбила Докторову помоћ, пошто је он био Временски господар.

## Појављивања
Ратни Доктор се први пут појављује на крају завршнице седмог серијала „Име Доктора” када су Једанаести Доктор (Мет Смит) и сапутница Клара Освалд (Џена-Луиз Колман) заробљени у Докторовој временској линији. Клара верује да је видела сва Докторова лица, али не препознаје једну фигуру. Доктор (Смит) јој каже да је он још једна варијанта њега, иако је изгубио право на име Доктора. Када је фигура изјавила да је урадио оно што је урадио „без избора [...] у име мира и разума”, Доктор, пре него што се он и Клара врате у универзум, изјављује да та фигура није направила свој избор у име Доктора.
Порекло Ратног Доктора је дато у мини епизоди „Ноћ Доктора”, смештеној током Временског рата о коме се говори у серији. Након што је Осми Доктор (Пол Мекган) погинуо у паду свемирског брода док је покушавао да спасе невину жену која је одбила његове напоре јер сматра Господаре времена и Далеке подједнако чудовишним за колатералну штету нанету у рату, њега је привремено васкрсло сестринство из Карна (последњи пут виђено у Мозгу Морбијуса) и позван да заузме став и придружи се рату. Нуди му се еликсир израђен да покрене спасоносну регенерацију у облик по његовом избору. Осећајући да универзуму више није потребан Доктор, он тражи да постане ратник. Након регенерације у Ратног Доктора, он се одриче имена Доктора, при чему су прве речи његове нове инкарнације биле „Нема више Доктора”.
У специјалу поводом 50. годишњице „Дан Доктора”, након се годинама борио у Временском рату, веома остарели Ратни Доктор краде супероружје познато као „Моменат” са намером да збрише све борце у рату заједно са својим родним светом Галифрејом. Међутим, Моменат се показује као свестан, поседујући савест која захтева од корисника да морално оправда његову употребу и ступа у интеракцију са њим у облику његове будуће сапутнице Роуз Тајлер (Били Пајпер). Иако признаје да може да уради оно што Доктор тражи од ње, она затим шаље Ратног Доктора у његову будућност да упозна Десетог и Једанаестог Доктора (Дејвид Тенант и Мет Смит респективно) како би разумео тугу и жаљење које су претрпели док су наставили да чине добро које он није успео да оствари. Пошто је био сведок како своје будуће верзије спречавају зајгонско освајање Земље и уништење Лондона, Ратни Доктор закључује да мора да уништи Галифреј, мислећи да он пали ватру како би се могли ковати бољи Доктори, само да би Десети и Једанаести Доктор отпутовали назад да активирају Моменат са њим, а каснији Доктори изјављују да сада препознају Ратног Доктора као „Доктора оног дана када није било могуће то исправити”. Међутим, уз помоћ интерфејса Момента који им показује визију ужаса и разарања насталих у паду Аркадије, последњој бици у којој се Ратни Доктор борио, и Кларином молбом да се присете завета који су дали узимајући своје име, Доктори на крају закључују да је губитак живота који би настао коришћењем Момента нешто што не могу да прихвате. Уместо тога, они удружују своје ресурсе и уз помоћ разних инкарнација Доктора покушавају да спасу Галифреј тако што ће га замрзнути у тренутку у времену, стварајући привид уништења планете. Далеци су ефективно преварени да пуцају једни на друге, уништавајући сами себе. Ратни Доктор прихвата да ће по повратку у свој временски оквир заборавити своје јуначке поступке и да мора да живи са лажним уверењем да је убио свој народ. Пре него што је отишао, одваја тренутак да се захвали својим будућим верзијама што су му помогли да поново „постане Доктор”. Када је ушао у свој ТАРДИС, почиње да се регенерише, схватајући да му је тело „помало застарело”, понављајући изјаве Првог Доктора из Десете планете.
Ратни Доктор се појављује у архивским снимцима у епизоди „Слушај” из 2014. Епизода открива да је штала у коју је допутовао Ратни Доктор, да би активирао Моменат, била део Докторовог дома из детињства. Кроз сличне снимке појавио се и у „Зајгонској инвазији”, током које се сазнаје да су мировни преговори које су организовали он и његове будуће инкарнације довели до тога да се 20 милиона Зајгонаца настани на Земљи прерушено у људе као део непријатног примирја.
Ратни Доктор се не види, али се помиње током епизоде „Ђаволски упоран”, по повратку Дванаестог Доктора на Галифреј. Војник Господара времена се присећа да је служио са Ратним Доктором током битке код Лобање Месеца. Он примећује „прва ствар коју приметите код Доктора рата је да је ненаоружан, за многе је то и последња”.
Његово лице је виђене у специјалу „Било двапут“ када Сведочанство показује Првом Доктору човека какав ће постати. Сведочанство користи титуле „Ратни Доктор” и „Касапин Лобање Месеца” као нека од имена по којима ће бити познат, а оба су раније коришћена за означавање Ратног Доктора током епизоде „Ђаволски упоран”. Касније, пошто је Дванаести Доктор спасио два војника на бојном пољу, Први Доктор примећује „то је оно што значи бити Доктор рата”.
У „Мужевима Ривер Сонг” приказано је да Ривер Сонг (Алекс Кингстон) има слике свих Докторових лица укључујући Ратног Доктора.
Ратни Доктор се појавио у низу заједно са свим осталим инкарнацијама Доктора када је Тринаести Доктор побегла из Матрикса у „Ванвременској деци”.

## У другим медијима
Ратни Доктор се појављује у BBC Books роману Мотори рата аутора Џорџа Мана. Роман у танчине описује догађаје који су довели до Докторове одлуке да детонира Моменат, као што је приказано у „Дану Доктора”, укључујући његову одлуку да делује против васкрслог Расилона и смрт привременог пратиоца док настоји да заустави заверу Далека и развијање оружје које би могло да избрише Галифреј из историје. Ратни Доктор се појављује заједно са другим инкарнацијама Доктора у збирци Шекспирове свеске из 2014. године. Сегмент са Ратним Доктором носи назив „Пролог” и настоји да представи измишљен приказ Временског рата који је написао Вилијам Шекспир. Још једна прозна прича под називом „Странац” објављена је 2015. године као део збирке Хероји и чудовишта док се друга прича Џорџа Мана „Мамац” појављује у збирци Доктор Ху: Књига прича о мети у којој се Ратни Доктор супротставља Расилону како би спасио генерала Артарикса и флоту Господара времена од самоубилачког задатка.
У мају 2015. године, издавачка кућа Titan Books објавила је да ће Ратни Доктор бити четврта инкарнација која ће се придружити Десетом, Једанаестом и Дванаестом Доктору у њиховој кросовер мини-серији Четири Доктора. Ово је друго појављивање Ратног Доктора у стриповима, а његова инкарнација се претходно накратко појавила, без дијалога, у IDW-овој Руци мртваца. Ратни Доктор се појављује у првом броју у флешбеку. Он — заједно са својим пратиоцем Сквајером — такође се појављује у бројним флешбековима у другој години серије стрипова са Једанаестим Доктором у коме се Доктору суди за злочин за који се верује да је починио у својој ранијој инкарнацији. Ратни Доктор у суштини преузима улогу главне инкарнације у причама Брусилац органа и Убити Бога, при чему је Једанаести Доктор у великој мери одсутан из обе приче, док се његова садашња сапутница Алис враћа назад у Временски рат како би помогла у постављању догађаја које Једанаести Доктор доживљава у „садашњости”, кризу која се завршава Алисиним враћањем у своју еру и сећањем Ратног Доктора на своје време када се борио да сачува историју.
Ратни Доктор, заједно са осталих дванаест инкарнација, појављује се у видео-игри Lego Dimensions из 2015. године, у којој су његове реплике исечци дијалога Џона Херта из његових епизода. Ратни Доктор се такође појављује као лик са којим се може играти у мобилној игри Doctor Who: Legacy.
Млађи Ратни Доктор појављује се у ретроспективној секвенци у стрипу са Дванаестим Доктором, у ком се Дванаести Доктор осврће на догађаје који су довели до наводне смрти његове старе познанице Феј Траскот-Сејд и његовог мрачнијег погледа на Временски рат.

### Аудио драме
У октобру 2015. објављено је да ће Џон Херт поновити своју улогу Ратног Доктора у низу аудио драма продукције Big Finish почевши од децембра те године. Аудио драма Ратни Доктор је имала дванаест епизода у четири DVD комплета. Низ је завршен Жртвама рата у фебруару 2017, месец дана након Хертове смрти, у којима се Доктор поново сјединио са Лилом (Луиз Џејмсон).
Године 2020, Big Finish је најавио серију преднаставак — Почеци Ратног Доктора — са глумцем и имитатором Џонатоном Карлијем који је преузео главну улогу. Први том је објављен у јуну 2021. године.